# Türisalu
Türisalu este o arie protejată (arie specială de conservare — SAC, sit de importanță comunitară — SCI) din Estonia întinsă pe o suprafață de 165,5 ha, integral pe uscat.

## Localizare
Centrul sitului Türisalu este situat la coordonatele 59°24′15″N 24°17′37″E / 59.4042°N 24.2937°E.

## Înființare
Situl Türisalu a fost declarat sit de importanță comunitară în aprilie 2004 pentru a proteja 6 specii de animale. Situl a fost protejat și ca arie specială de conservare în martie 2006.

## Biodiversitate
Situată în ecoregiunea boreală, aria protejată conține 9 habitate naturale: Faleze cu vegetație de pe coastele atlantice și baltice, Litoraluri nisipoase din Baltica boreală cu vegetație perenă, Dune mobile cu vegetație embrionară, Dune împădurite din regiunile atlantică, continentală și boreală, Cursuri de apă de la nivel de câmpie la nivel montan, cu vegetație Ranunculion fluitantis și Callitricho-Batrachion, Alvar nordic și șisturi calcaroase precambriene, Pante stâncoase calcaroase cu vegetație casmofită, Pante stâncoase silicioase cu vegetație casmofită, Păduri pe pante, grohotișuri și ravene de Tilio-Acerion.
La baza desemnării sitului se află mai multe specii protejate:
- nevertebrate (2): Ophiogomphus cecilia, Unio crassus
- pești (4): zvârluga (Cobitis taenia), zglăvoacă (Cottus gobio), Lampetra fluviatilis, somonul (Salmo salar)

Pe lângă speciile protejate, pe teritoriul sitului au mai fost identificate 4 specii de plante.